# Djamaldine Khodjaniazov
Djamaldine Abdoukhalitovitch Khodjaniazov (en russe : Джамалдин Абдухалитович Ходжаниязов) est un footballeur russe né le 18 juillet 1996 à Baýramaly. Il évolue au poste de défenseur avec le FK Sumgayit.

## Biographie

### Carrière en club
Durant sa jeunesse, il évolue à l'équipe de sport Tchilanzar de Tachkent. Il rejoint par la suite les équipes de jeunes de l'Akademia Togliatti, où il évolue de 2008 à 2012 avant d'être transféré au Zénith Saint-Pétersbourg en début d'année 2013.
Khodjaniazov fait ses débuts en équipe première le 26 juillet 2013 à l'occasion de la troisième journée du championnat russe face au Kouban Krasnodar. Il fait également ses débuts en compétition européenne deux semaines plus tard lors du match retour du troisième tour de qualification de la Ligue des champions face au FC Nordsjaelland.
Ne disputant que trois matchs durant la première moitié de saison, Khodjaniazov est prêté à l'Amkar Perm en janvier 2014. Son temps de jeu est une nouvelle fois très restreint avec une seule apparition à l'occasion d'une défaite face à son club-parent le 29 mars.
Très peu utilisé par la suite, Khodjaniazov est finalement transféré au club danois de l'AGF Århus durant l'été 2015. Il y fait ses débuts à l'occasion d'un match de Coupe du Danemark face au Silkeborg IF. Il joue une quinzaine de matchs en championnat durant sa première saison et prend part à la finale de Coupe perdue par son équipe face au FC Copenhague le 5 mai 2016,. Après une nouvelle saison à vingt-et-un matchs de championnat pour un but inscrit, son contrat est finalement résilié en juillet 2017,. Un choix que le club justifie par un manque de progrès attendus chez le joueur.
Khodjaniazov fait son retour en Russie en décembre 2017 en rejoignant le Dinamo Saint-Pétersbourg en deuxième division. Il dispute huit matchs durant la deuxième moitié de la saison tandis que le club termine sixième du championnat. Il rejoint par la suite le Baltika Kaliningrad en juin 2018 où il ne reste cependant qu'un mois, disputant deux matchs de championnat avant de retrouver la première division sous les couleurs de l'Oural Iekaterinbourg. Il n'y joue là aussi que deux matchs avant de résilier son contrat à la fin du mois de janvier 2019, signant deux mois plus tard pour le club biélorusse du BATE Borisov. Là encore très peu utilisé, il s'en va pour l'Azerbaïdjan dès le mois de septembre 2019 au FK Sumgayit, constituant son quatrième club en un peu plus d'un an.

### Carrière internationale
Appelé dès 2012 au sein de la sélection des moins de 17 ans, Khodjaniazov prend notamment part à l'Euro des moins de 17 ans en 2013, étant titularisé au cours de la finale remportée par la Russie contre l'Italie. Il s'y démarque également en inscrivant un but durant la phase de groupes face à l'Ukraine, ouvrant le score pour une victoire 3-0 des siens. Il dispute la même année la Coupe du monde des moins de 17 ans, qui voit la Russie atteindre les huitièmes de finale avant d'être battue par le Brésil.
Intégrant l'équipe des moins de 19 ans, il participe à l'Euro des moins de 19 ans en 2015 qui voit sa sélection atteindre la finale avant d'être vaincue par l'Espagne, rencontre où il est titularisé en défense centrale.

## Statistiques
| Saison                | Club                     | Championnat           | Championnat | Championnat | Coupe(s) nationale(s) | Coupe(s) nationale(s) | Compétition(s) continentale(s) | Compétition(s) continentale(s) | Compétition(s) continentale(s) | Total | Total |
| Saison                | Club                     | Division              | M.          | B.          | M.                    | B.                    | Comp.                          | M.                             | B.                             | M.    | B.    |
| 2013-2014             | Zénith Saint-Pétersbourg | D1                    | 2           | 0           | -                     | -                     | C1                             | 1                              | 0                              | 3     | 0     |
| 2013-2014             | Amkar Perm (prêt)        | D1                    | 1           | 0           | -                     | -                     | -                              | -                              | -                              | 1     | 0     |
| 2014-2015             | Zénith Saint-Pétersbourg | D1                    | -           | -           | -                     | -                     | C3                             | 1                              | 0                              | 1     | 0     |
| 2015-2016             | AGF Århus                | D1                    | 15          | 0           | 3                     | 0                     | -                              | -                              | -                              | 18    | 0     |
| 2016-2017             | AGF Århus                | D1                    | 21          | 1           | 3                     | 0                     | -                              | -                              | -                              | 24    | 1     |
| 2017-2018             | Dinamo Saint-Pétersbourg | D2                    | 8           | 0           | -                     | -                     | -                              | -                              | -                              | 8     | 0     |
| 2018-2019             | Baltika Kaliningrad      | D2                    | 2           | 0           | -                     | -                     | -                              | -                              | -                              | 2     | 0     |
| 2018-2019             | Oural Iekaterinbourg     | D1                    | 1           | 0           | 1                     | 0                     | -                              | -                              | -                              | 2     | 0     |
| 2019                  | BATE Borisov             | D1                    | 2           | 0           | 2                     | 0                     | -                              | -                              | -                              | 4     | 0     |
| Sous-total            | Sous-total               | Sous-total            | 52          | 1           | 9                     | 0                     | -                              | 2                              | 0                              | 63    | 1     |
| 2019-2020             | FK Sumgayit              | D1                    | 16          | 0           | 2                     | 0                     | -                              | -                              | -                              | 18    | 0     |
| 2020-2021             | FK Sumgayit              | D1                    | 23          | 3           | 4                     | 0                     | C3                             | 1                              | 0                              | 28    | 3     |
| 2021-2022             | FK Sumgayit              | D1                    | 11          | 0           | -                     | -                     | C4                             | 2                              | 0                              | 13    | 0     |
| Sous-total            | Sous-total               | Sous-total            | 50          | 3           | 6                     | 0                     | -                              | 3                              | 0                              | 59    | 3     |
| Total sur la carrière | Total sur la carrière    | Total sur la carrière | 102         | 4           | 15                    | 0                     | -                              | 5                              | 0                              | 122   | 4     |

## Palmarès
Avec les équipes de jeunes de la Russie, Khodjaniazov remporte l'Euro des moins de 17 ans en 2013. Il est par la suite finaliste de l'Euro des moins de 19 ans en 2015.
Il est par ailleurs finaliste de la Coupe du Danemark avec l'AGF Århus en 2016.